# Gault (Fluss)
Der Gault ist ein kleiner Fluss in Frankreich, der in der Region Centre-Val de Loire verläuft. Er entspringt im Gemeindegebiet von Saint-Étienne-des-Guérets, entwässert nach einem anfänglichen Bogen über Nord  generell in westlicher Richtung und mündet nach rund 17 Kilometern im Gemeindegebiet von Château-Renault als linker Nebenfluss in die Brenne. Auf seinem Weg berührt der Gault die Départements Loir-et-Cher und Indre-et-Loire.

## Orte am Fluss
(Reihenfolge in Fließrichtung)
- Saint-Étienne-des-Guérets
- Saint-Cyr-du-Gault
- Saunay
- Château-Renault